# Claudio Lotito
Claudio Lotito, född 9 maj 1957 i Rom, Italien, är en italiensk affärsman och president för den italienska fotbollsklubben SS Lazio. Han tog över klubben under 2004 och räddade samtidigt klubben ifrån konkurs.